# Іудов Леонід Петрович
Леонід Петрович Іудов (рос. Иудов Леонид Петрович; нар. 12 серпня 1914, Москва, Російська імперія — пом. 10 жовтня 1983, Москва, РРФСР, СРСР) — радянський актор театру та кіно.

## Життєпис
Леонід Іудов народився 12 серпня 1914 року в Москві. До трьох років жив у селі, потім повернувся з батьками в Москву.
Навчався на музичному робітфаку при Московській консерваторії, який залишив після року навчання. У 1931 році вступив до ФЗУ Московського авіаційного заводу №39 імені М.Р. Менжинського, де отримав спеціальність слюсаря. Один рік працював на цьому ж заводі, паралельно навчався на робітфаку з режисерським ухилом при Московському державному інституті культури. З 1933 по 1934 роки працював слюсарем-монтажником в гаражі МУРу. У вересні 1934 року поступив в студію при Театрі імені Московської Обласної Ради Професійних Спілок (з 1938 року — Театр імені Моссовєта). Ще під час навчання виходити на сцену театру.
1938 року, після закінчення студії, був прийнятий в трупу театру імені МОРПС.
Дебютував у кіно в 1935 році, виконав невелику роль комсомольця в стрічці «Бєжин луг» Сергія Ейзенштейна.
У листопаді 1939 року Леонід іудової був призваний до лав Червоної армії. Проходив службу спочатку в 34-му запасному стрілецькому полку в Череповці, потім в 611-му стрілецькому полку в Архангельську. У жовтні 1940 року був відправлений у Москву, до складу артистів-військовослужбовців Центрального театру радянської армії, де служив до моменту демобілізації в листопаді 1945 року.
У травні 1946 року був прийнятий в трупу Центрального театру радянської армії, де він пропрацював актором до 1949 року. У 1949 році поїхав працювати актором в Театр Групи радянських військ у Німеччині. Скільки часу він там працював, невідомо.
Леонід Іудов деякий час працював під творчим псевдонімом Свєтлов.
Помер 10 жовтня 1983 року в Москві, похований на Ваганьковському цвинтарі.

## Театр
Центральний театру радянської армії
- Йосип — «Приборкання норовливої» Вільяма Шекспіра;
- льотчик — «День народження» Бориса Турова;
- Перший — «Казка про правду» Маргарити Алигер;
- слуга — «Учитель танців» Лопе де Вега;
- Журавльов — «За тих, хто в морі» Бориса Лавреньова;
- музикант — «Південний вузол» Аркадія Первенцева;
- 2-й офіцер — «На останні рубежі» Юлія Чепуріна;

## Фільмографія
| Рік  |    | Українська назва                    | Оригінальна назва              | Роль                                        |
| ---- | -- | ----------------------------------- | ------------------------------ | ------------------------------------------- |
| 1982 | ф  | «Надія і опора»                     | Надежда и опора                | гість у колгоспі (немає в титрах)           |
| 1981 | ф  | «Сашко»                             | Сашка                          | військовий лікар                            |
| 1981 | кф | «Твій брат Валентин»                | Твой брат Валентин             | вахтер (немає в титрах)                     |
| 1979 | ф  | «Рідна справа»                      | Родное дело                    | епізодична роль                             |
| 1979 | ф  | «День повернення»                   | День возвращения               | епізодична роль                             |
| 1978 | ф  | «Живіть в радості»                  | Живите в радости               | дід                                         |
| 1976 | ф  | «Легенда про Тіля»                  | Легенда о Тиле                 | сліпець                                     |
| 1976 | ф  | «Син голови»                        | Сын председателя               | конюх                                       |
| 1976 | ф  | «Ти — мені, я — тобі»               | Ты — мне, я — тебе             | бригадир колгоспу                           |
| 1976 | тф | «Розклад на завтра»                 | Расписание на завтра           | бородань на ковзанці                        |
| 1976 | ф  | «Тут мій причал»                    | Здесь мой причал               | епізодична роль                             |
| 1975 | ф  | «Остання жертва»                    | Последняя жертва               | двірник                                     |
| 1974 | тф | «Розповіді про Кешку і його друзів» | Рассказы о Кешке и его друзьях | старий                                      |
| 1974 | ф  | «Земляки»                           | Земляки                        | батько Валентини                            |
| 1974 | ф  | «Час її синів»                      | Время её сыновей               | Єгор Гуляєв                                 |
| 1974 | тф | «Три дні в Москві»                  | Три дня в Москве               | Никифорич                                   |
| 1973 | тф | «Своя земля»                        | Своя земля                     | Микита                                      |
| 1973 | ф  | «Два дні тривоги»                   | Два дня тревоги                | Єгор Кузьмич Профкін                        |
| 1972 | ф  | «Сибірячка»                         | Сибирячка                      | Ігор Мельников (немає в титрах)             |
| 1971 | ф  | «Світла річка Вздвіженка»           | Светлая речка Вздвиженка       | дід Келься                                  |
| 1971 | ф  | «Кінець Любавіних»                  | Конец Любавиных                | Сергій Федорович Попов                      |
| 1971 | ф  | «Єгор Буличов та інші»              | Егор Булычов и другие          | Донат                                       |
| 1971 | ф  | «Антрацит»                          | Антрацит                       | Олексій, батько Юрія Купцова                |
| 1970 | ф  | «Посланці вічності»                 | Посланники вечности            | Іван Іванович                               |
| 1970 | ф  | «Потяг у завтрашній день»           | Поезд в завтрашний день        | комісар                                     |
| 1969 | ф  | «Король манежу»                     | Король манежа                  | епізодична роль                             |
| 1969 | ф  | «Містер Твістер»                    | Мистер Твистер                 | епізодична роль                             |
| 1969 | ф  | «Відлуння далеких снігів»           | Эхо далёких снегов             | Перваков                                    |
| 1969 | ф  | «Дорога додому»                     | Дорога домой                   | Кузьма Федорович (у титрах Свєтлов)         |
| 1967 | ф  | «Бабине царство»                    | Бабье царство                  | німець                                      |
| 1967 | ф  | «Шлях в „Сатурн“»                   | Путь в «Сатурн»                | партизан                                    |
| 1967 | ф  | «Кінець „Сатурна“»                  | Конец «Сатурна»                | епізодична роль                             |
| 1963 | ф  | «Карбід та щавель»                  | Karbid und Sauerampfer         | помічник коменданта (у титрах Свєтлов)      |
| 1963 | ф  | «Голий серед вовків»                | Naked Among Wolves             | Житковський, поляк (у титрах Свєтлов)       |
| 1962 | ф  | «Королівські діти»                  | Königskinder                   | Сашко, радянський солдат (у титрах Свєтлов) |
| 1938 | ф  | «Олександр Невський»                | Александр Невский              | Савка (немає в титрах)                      |
| 1935 | ф  | «Бєжин луг»                         | Бежин луг                      | комсомолець                                 |